# Rhopalephora micrantha
Rhopalephora micrantha là một loài thực vật có hoa trong họ Commelinaceae. Loài này được (Vahl) Faden miêu tả khoa học đầu tiên năm 1977.